# Podział administracyjny Kuwejtu

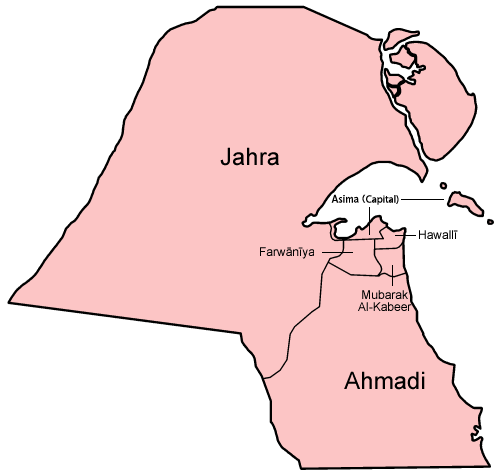
Mapa przedstawiająca gubernatorstwa Kuwejtu

Kuwejt jest podzielony na 6 gubernatorstw (muhafaz), których stolice podano po myślniku:
1. Al-Ahmadi - Al-Ahmadi
2. Al-Farwanija - Al-Farwanija
3. Al-Asima - Kuwejt
4. Al-Dżahra - Al-Dżahra
5. Hawalli - Hawalli
6. Mubarak al-Kabir - Mubarak al-Kabir